# Eric Braeden
Eric Braeden, echte naam Hans-Jörg Gudegast, (Bredenbek, 3 april 1941) is een Duits acteur. Hij speelt sinds 1986 in The Young and the Restless als Victor Newman, waarvoor hij in 1998 een Daytime Emmy Award won.

## Biografie
In de jaren 60 emigreerde Gudegast naar de Verenigde Staten en veranderde daar zijn naam in Eric Braeden. Niettemin is hij naast Amerikaans nog steeds Duits staatsburger. Hij speelde in verschillende series (zoals The Rat Patrol van 1966 tot 1968) en films, alvorens de rol van magnaat Victor Newman te krijgen in The Young and the Restless.
Bij de Emmy Awards in 2005 beging hij een blunder. De mede-bedenker van The Young and the Restless William J. Bell overleed een maand eerder. Toen Braeden hem wilde eren zei hij God Bless Eric Braeden in plaats van God Bless William J. Bell.
Braeden kreeg in 2007 een ster op de Hollywood Walk of Fame.
Braeden trouwde in 1966 met Dale Russell, met wie hij zoon Christian Gudegast kreeg.

## Filmografie
- 1961: Operation Eichmann
- 1965: Morituri
- 1968: Dayton's Devils
- 1969: 100 Rifles
- 1970: Colossus: The Forbin Project
- 1971: Escape from the Planet of the Apes
- 1973, 1975: Barnaby Jones (televisieserie, 1 aflevering)
- 1973: Lady Ice
- 1973: The Adulteress
- 1974: The Ultimate Thrill
- 1977: Herbie Goes to Monte Carlo
- 1978: Piranha
- 1990: The Ambulance
- 1997: Titanic
- 1998: Meet the Deedles
- 1999: The Titanic Chronicles
- 2008: The Man Who Came Back
- 2008: How I Met Your Mother
- Sinds 1980: The Young and the Restless
- 2018: Den of Thieves